# Джен Ширер
Джен Ширер (англ. Jan Shearer, 17 липня 1958) — новозеландська яхтсменка.
Срібна призерка Олімпійських Ігор 1992 року в класі 470, учасниця 1988 року.
Срібна призерка чемпіонату світу в класі 470 1989 року.